# C/2011 P2 (PANSTARRS)
C/2011 P2 (PANSTARRS) — одна з короткоперіодичних комет типу Хірона. Комета була відкрита 3 серпня 2011 2011 року, коли мала 21.1m.